# Preis der Niederländischen Filmkritik
Der Preis der Niederländischen Filmkritik (Prijs van de Nederlandse Filmkritiek, KNF-Prijs) bezeichnet die beiden Preise, die vom Kreis niederländischer Filmjournalisten (Kring van Nederlandse Filmjournalisten) jährlich auf dem Niederländischen Filmfestival (NFF) und dem International Film Festival Rotterdam (IFFR) vergeben werden. Die Auszeichnung wird seit 1982 (NFF) beziehungsweise 1983 (IFFR) verliehen. Der Preis wird durch Holland Subtitling in Form einer Untertitelung dieses oder eines folgenden Films unterstützt.

## International Film Festival Rotterdam
Auf dem Rotterdamer Festival wird der Preis einem Film noch ohne niederländischen Filmverleiher zuerkannt.

### Preisträger
| Jahr | Film                                                     | Deutscher Verleihtitel                                                       | Regie                     |
| ---- | -------------------------------------------------------- | ---------------------------------------------------------------------------- | ------------------------- |
| 1983 | Stranger than Paradise                                   | Stranger than Paradise                                                       | Jim Jarmusch              |
| 1984 | sechs Kurzfilme                                          | sechs Kurzfilme                                                              | Peter Hutton              |
| 1985 | Les Destins de Manoel                                    |                                                                              | Raúl Ruiz                 |
| 1986 | Zina                                                     | Zina                                                                         | Ken McMullen              |
| 1987 | drei Filme                                               | drei Filme                                                                   | Alexei German             |
| 1988 | Yuki Yukite Shingun                                      | Vorwärts, Armee Gottes!                                                      | Kazuo Hara                |
| 1989 | The Prisoner of St. Petersburg                           |                                                                              | Ian Pringle               |
| 1990 | Life Is Cheap… But Toilet Paper Is Expensive             |                                                                              | Wayne Chang               |
| 1991 | Elegiya, auch für Prostaya elegiya                       |                                                                              | Alexander Sokurow         |
| 1992 | Thank You and Good Night                                 |                                                                              | Jan Oxenberg              |
| 1993 | Observations                                             |                                                                              | Ruud Monster              |
| 1994 | Zhizn s idiotom (Living with an idiot)                   |                                                                              | Alexander Rogoschkin      |
| 1995 | Le Buttane                                               |                                                                              | Aurelio Grimaldi          |
| 1995 | Moeder Dao, de schildpadgelijkende                       | Mutter Dao, wie eine Schildkröte, Dao, die Schildkrötenmutter (Verweistitel) | Vincent van Monnikendam   |
| 1996 | From the Journals of Jean Seberg                         |                                                                              | Mark Rapaport             |
| 1997 | Irma Vep                                                 | Irma Vep                                                                     | Olivier Assayas           |
| 1997 | Ggotip                                                   |                                                                              | Jung Sun-Woo              |
| 1998 | Gummo                                                    | Gummo                                                                        | Harmony Korine            |
| 1999 | La vida es silbar                                        | Das Leben, ein Pfeifen, Leben heißt Pfeifen (Verweistitel)                   | Fernando Pérez            |
| 2000 | Audition                                                 | Audition                                                                     | Miike Takashi             |
| 2001 | Die Unberührbare                                         |                                                                              | Oskar Roehler             |
| 2001 | Beau Travail                                             | Beau Travail, Der Fremdenlegionär (Verweistitel)                             | Claire Denis              |
| 2002 | Bolivia                                                  |                                                                              | Adrián Caetano            |
| 2002 | Sábado                                                   |                                                                              | Juan Villegas             |
| 2002 | La Libertad                                              |                                                                              | Lisandro Alonso           |
| 2002 | Goyangileul butaghae (engl. Titel: Take care of my cat)  |                                                                              | Jeong Jae-Eun             |
| 2003 | SUD SANAEHA                                              | Blissfully Yours                                                             | Apichatpong Weerasethakul |
| 2004 | Bu jian (engl. Titel: The missing)                       |                                                                              | Lee Kang-sheng            |
| 2004 | Jigureul Jikyeora! (engl. Titel: Save the Green Planet!) |                                                                              | Jang Jun-hwan             |
| 2005 | Illumination                                             |                                                                              | Pascale Breton            |
| 2006 | Look Both Ways                                           | Look Both Ways                                                               | Sarah Watt                |
| 2007 | Operation Filmmaker                                      |                                                                              | Nina Davenport            |
| 2008 | Grus 200 (engl.: Cargo 200)                              |                                                                              | Alexei Balabanow          |
| 2009 | Tony Manero                                              |                                                                              | Pablo Larraín             |

## Niederländisches Filmfestival
Auf dem Niederländischen Filmfestival in Utrecht geht die Auszeichnung an einen Spielfilm, einen langen Dokumentarfilm oder ein Fernsehdrama aus dem Pool der Wettbewerbsfilme.

### Preisträger
| Jahr | Film                         | Deutscher Verleihtitel                                                    | Regie                         |
| ---- | ---------------------------- | ------------------------------------------------------------------------- | ----------------------------- |
| 1982 | De smaak van water           | Der Besucher, Der Geschmack des Wassers (Verleihtitel)                    | Orlow Seunke                  |
| 1983 | Hans, het leven voor de dood |                                                                           | Louis van Gasteren            |
| 1984 | De Illusionist               | Der Illusionist                                                           | Jos Stelling                  |
| 1985 | Pervola                      | Pervola – Spuren im Schnee                                                | Orlow Seunke                  |
| 1986 | Abel                         | Abel                                                                      | Alex van Warmerdam            |
| 1987 | Havinck                      |                                                                           | Frans Weisz                   |
| 1988 | Spoorloos                    | Spurlos verschwunden, The Vanishing – Spurlos verschwunden (Verweistitel) | George Sluizer                |
| 1989 | Mijn vader woont in Rio      | Mein Vater wohnt in Rio                                                   | Ben Sombogaart                |
| 1990 | Romeo                        |                                                                           | Rita Horst                    |
| 1991 | Face value                   | Gesichtswert, Das Gewicht des Gesichts (Verweistitel)                     | Johan van der Keuken          |
| 1992 | Richting Engeland            |                                                                           | André van Duren               |
| 1993 | Hartverscheurend             | Herzzerreißend                                                            | Mijke de Jong                 |
| 1994 | 06                           | 06                                                                        | Theo van Gogh                 |
| 1995 | Tot ziens                    | Tot Ziens, Auf Wiedersehen (Verweistitel)                                 | Heddy Honigmann               |
| 1996 | De jurk                      | Das geheimnisvolle Kleid, The Dress (Verweistitel)                        | Alex van Warmerdam            |
| 1997 | Gesamtwerk                   | Gesamtwerk                                                                | Frank Scheffer                |
| 1998 | Het ondergronds orkest       | Das Untergrundorchester                                                   | Heddy Honigmann               |
| 1999 | De Daltons                   |                                                                           | Rita Horst                    |
| 2000 | Wilde Mossels                |                                                                           | Erik de Bruyn                 |
| 2001 | Familie                      |                                                                           | Willem van de Sande Bakhuyzen |
| 2002 | First Kill                   |                                                                           | Coco Schrijber                |
| 2003 | De arm van Jezus             |                                                                           | André van der Hout            |
| 2004 | Shouf Shouf Habibi!          | Shouf Shouf Habibi! – Schau ins Leben                                     | Albert ter Heerdt             |
| 2005 | Guernsey                     | Fremd im eigenen Leben                                                    | Nanouk Leopold                |
| 2006 | Forever                      |                                                                           | Heddy Honigmann               |
| 2007 | Tussenstand                  |                                                                           | Mijke de Jong                 |
| 2008 | Calimucho                    |                                                                           | Eugenie Jansen                |